# Microdon baliopterus
Microdon baliopterus är en tvåvingeart som beskrevs av Friedrich Hermann Loew 1872. Microdon baliopterus ingår i släktet myrblomflugor, och familjen blomflugor. Inga underarter finns listade i Catalogue of Life.